# Soichiro Honda
Soichiro Honda (17. studenog 1906. – 5. kolovoza 1991.), genijalni japanski inženjer i industrijalac, osnivač tvrtke Honda, poznate po automobilima.
Rodio se u mjestu Hamamatsu, prefektura Shizuoka. Nije potjecao iz imućne obitelji. Otac mu je bio kovač i mehaničar koji je vodio biznis popravka bicikala, a majka tkalja.
Školu nije volio, a suučenici su ga prozvali "lasica s crnim nosom" jer mu je lice uvijek bilo prljavo nakon što je pomagao ocu.
Kao vrlo mlada osoba, počeo se zanimati za motore. Pokraj njegove kuće bio je rižin mlin kojeg je pokretao mali motor. Stalno je molio djeda da ga odvede do mlina kako bi mogao gledati rad motora.
Jednom prigodom se održavao areomiting u udaljenom gradu. Odlučan da prisustvuje tom događaju, Soichiro je poharao obiteljsku kasicu sitniša, "posudio" bicikl i otputio se miting udaljen 20 kilometara.Nikad prije nije bio u gradu. Stigavši na odredište, shvatio je da cijena ulaznice, a ni vožnje nije dostižna.Imalo je premalo novca, ali se popeo na drvo i uživao u showu.
Kada se vratio kući, otac je više bio zadivljen njegovom inicijativom, odlučnošću i voljom, nego što je bio ljut zbog Soichirovog neposluha.
Bez previše formalnog školovanja, otišao je u Tokyo gdje je u automehaničarskoj radionici Art Shokai radio šest godina.
Stekao je iskustvo, ali su mu ambicije rasle. Upoznao je nove automobile i htio osnovati vlastitu tvrtku. Vratio se kući, gdje je osnovao vlastitu automehaničarsku radnju.
Nakon Drugog svjetskog rata, osniva Honda Motor Company, LTD. Iako se prvo posvećuje motociklima, kasnije prelazi na automobile, osobne i trkaće. Imao je i ekipu na utrkama Formule 1. Uveo je nepoznate inovacije u automobilsku industriju. U mirovinu je otišao 1973. godine, ali je ostao "vrhovni savjetnik".
Zbog njegovog legendarnog statusa, časopis People ga je 1980. smjestio na listu utjecajnih osoba. Iako u poodmakloj dobi, volio je skijanje, let balonom, i druge sportove.
Imao je sina koji ga je naslijedio. Soichiro Honda umro je u 84. godini od zatajenja jetre.